# Wiesław Rudkowski

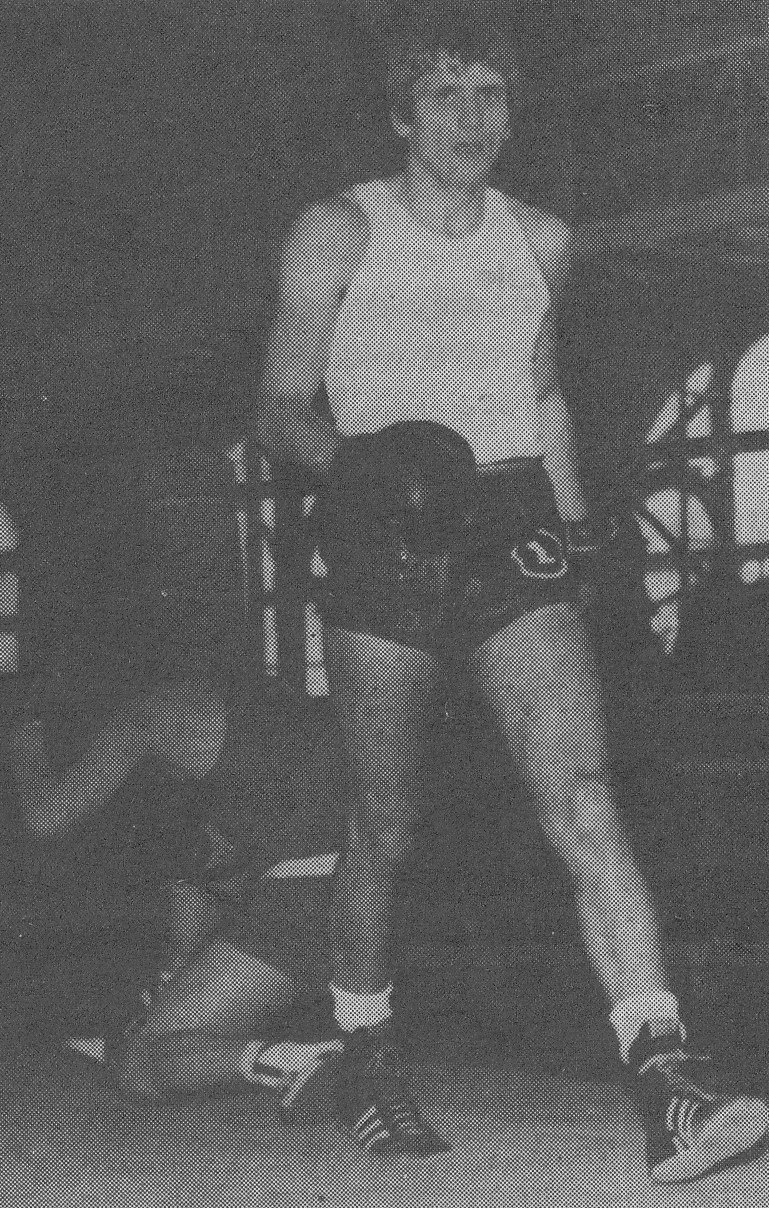
Wiesław Rudkowski na ringu, prawdopodobnie lata 70.

Wiesław Ksawery Rudkowski (ur. 17 listopada 1946 w Łodzi, zm. 13 lutego 2016 w Warszawie) – polski bokser, wicemistrz olimpijski i mistrz Europy.

## Życiorys
Syn Stefana. Największe sukcesy odniósł w wadze lekkośredniej, choć startował także w półśredniej i średniej.
Dwukrotny olimpijczyk. Podczas olimpiady w Meksyku 1968 wystąpił w wadze średniej i doszedł do ćwierćfinału, gdzie przegrał z Rosjaninem Kisielowem. Cztery lata później w Monachium 1972 zdobył srebrny medal w wadze lekkośredniej. W drodze do finału wygrał m.in. z Kubańczykiem Rolando Garbeyem oraz z Peterem Tiepoldem z NRD. W finale przegrał stosunkiem 2:3 z reprezentantem RFN Dieterem Kottyschem.
Czterokrotnie startował w Mistrzostwach Europy, za każdym razem osiągając większy sukces. W Rzymie 1967 odpadł w eliminacjach w wadze półśredniej (pokonał go późniejszy wicemistrz Europy i mistrz olimpijski z Meksyku 1968 Manfred Wolke z NRD). Na kolejnych mistrzostwach występował w wadze lekkośredniej. W Madrycie 1971 zdobył brązowy medal, w Belgradzie 1973 srebrny, a na zakończenie kariery w Katowicach 1975 został mistrzem Europy.
Dziesięć razy zdobywał mistrzostwo Polski: w 1966 w wadze półśredniej, a od 1967 do 1975 nieprzerwanie w wadze lekkośredniej.
Walczył przez większość kariery w barwach Legii Warszawa. Wcześniej reprezentował RKS Łódź i Widzew Łódź. Ze względu na styl boksowania zwany był „mistrzem kontry”.
Po zakończeniu kariery został trenerem pięściarskim. Był trenerem kadry narodowej seniorów Polskiego Związku Bokserskiego. W 2005 został uhonorowany Nagrodą im. Aleksandra Rekszy. 
Zmarł w warszawskim szpitalu po ciężkiej chorobie. Uroczystości pogrzebowe odbyły się 22 lutego 2016 na cmentarzu na Zarzewie przy ul. Lodowej.

## Odznaczenia
- Krzyż Komandorski Orderu Odrodzenia Polski (pośmiertnie, 2016)[5]
- Krzyż Oficerski Orderu Odrodzenia Polski (1999)[6]
- Złoty Krzyż Zasługi (1972)[7]